# ثيافونو (زوجة رومانوس الثاني)
ثيافانو هي الإمبراطورة البيزنطية، وزوجة رومانوس الثاني، ونيكوفورس الثاني أيضا، ومن ناحية أخرى كانت حبيبة يانيس شمسكيس الأول، وهي والدة باسيلوس الثاني وقسطنطين الثامن. وقد لعبت ثيافوس دورا هاما في التاريخ البيزنطى في القرن العاشر الميلادى. وقد تولت حكم الامبراطورية عندما كان اولادها صغار بالسن.

## عملها كأمبراطورة
وقد ولدت ثيافونو غالبا في سبارتا  بالقرب من لوكونيا  بمنطقة مورا، وهي ذو أصل يونانى  .وقد عرفت ثيافانو بأسم اناستازيا أو الأسم الاقرب لها وهو أناستاسو  ، وهي ابنة تعود إلى اب فقير يعمل كحارس حانة. وبعدها عشقت ولى العهد رومانوس، وفي عام 956 تقريبا تزوجت به. وبعد زواجهما عرفت بأسم ثيافانو، وقد كانت هي ثيافانو الثانية في الامبراطورية وذلك بعد ثيافانو الأولى، وهي زوجة ليون السادس امبراطور السلالة المقدونية.
وقد كانت توجد العديد من الشائعات التي تدور حول قيامها بوضع السم لقسطنطين السابع، وهو الإمبراطور الأب. وقد توفى قسطنطين في عام 959، ولكن قبل وفاته بفترة كان يعانى من ارتفاع في درجة الحرارة، ولم يوجد أي دليل على تسميمه. وقد تسبب اخلاص قسطنطين لزوجته، واستماعه لنصائحها في إدارة الامبراطورية، بتعيين ثيافانو لأدارة الأمبراطورية.

## التعاونمع نيكوفورس فوكاس
وفي 15 مارس 963 قد توفى الإمبراطور رومانس الثانى فجأة عن عمر يناهز 26 عاما. وقد بدأت تذاع الشائعات مرة أخرى عن قيام ثيافانو بوضع السم له.وكان يوجد لها في ذلك الوقت طفلين، وارتدت بعدها تاج الامبراطورية، وان أي امرأة لا تنتمى إلى عائلة ثرية وأصيلة عندما يموت زوجها لا تحظ بأدنى شى بعد وفاته.
جعلت من أولادها باسيلوس الثانى، وقسطنطين الثامن اولياء على الحكم، وتولت هي عرش الأمبراطورية. ومن أجل التأمين على الأمبراطورية فقد كانت بالحاجة إلى التعاون مع الجنرال الأقوى في ذلك الوقت ألا وهو نيكوفورس فوكاس. وبعدها أعلن نيكوفورس نفسه امبراطورا في قيصرية، وبعدها خل الي القسطنطينية في 15 أغسطس، وبعد قيام حروب الشوارع الدامية قام جوزيف برنجز (مستشار رومانوس عن وظائف لخدمة القصر) بكسر المقاومة، وفي 16 أغسطس ارتدى تاج الإمبراطور في أيا صوفيا. تزوج بعدها بثيافانو، واصبح قريبا من المقدونيين، وتم ضمه إلى سلالة الحكم.
وقد تسبب هذا الزواج في حدوث العديد من المجادلات، وذلك بسبب فساد العلاقة الدينية والأجتماعية بين أولاد ثيافانو ونيكوفورس. ومن اجل حل مشكلة الزواج الأول لم يسمح البطريرك بوليكتوس بقبلة السماح المقدسة لنيكوفورس. ومن أجل حل مشكلة العمد على الأبوة، اجتمع نيكوفورس بالمجلس.وقام هذا المجلس في فترة قسطنطين الخامس باعلان القواعد ولهذا السبب أعلن عن عدم صلاحياته.ولكن لم يقبل بوليكتوس بشرعية هذا المجلس.ولكن عقب انتهاء زواج ثيافانو ونيكوفورس اصر على هذا الموضوع، وعمل على انهائه. وأقسم بعدها باردس فوكاس على ألا يجعل أي من أولاد ثيافونو على الحكم من بعده.وعندئذ، قبل بوليكتوس قرار الكنيسة نيكوفورس، وبذلك تركت ثيافونو زوجها 

## الخيانة
وبعد فترة قصيرة، فقد أحبت ثيافونو يانيس شمساكيس وكان شاب رائع وذكى.وقد شاركوا كليهما في مؤامرة ضد نيكوفورس.وفي ليلة 10 ديسمبر-11 ديسمبر 969 قد عملوا على تنظيم الأغتيال ضد نيكوفورس وقتلوه. وبذلك أصبح يانيس الأول امبراطورا.

## سقوطها
وبعد أن أصبحت ثيافونو زوجة للامبراطورة الجديدة بدأت تحاسب على اخطائها. وقد طلبت التوبة والعفو من يانيس بسبب حسابها على ذنبها بمقتل بطريرك القسطنطينية بوليكتوس، ومعاقبتها أيضا فيما يخص (مساعدى واصدقاء الإمبراطور)، وبذلك رغبت ثيافونو بالخروج من القصر.
وقد أجبر يانيس على تنفيذ اوامر البطريرك، وبعد ذلك سمح له بالدخول إلى الكنيس من اجل تتويجه كأمبراطور.
نفيت بعدها ثيافنونو إلى المنفى بيرنكيبو (التي تعرف أحيانا بأسم بروت).وربما عاد أولادها إلى القسطنطينية من أجل السيطرة على الحكم.

## أولادها
أنجبت ثيافونو من زوجها رومانوس الثانى 3 أطفال:
-بسليوس الثانى
-قسطنطين الثامن
-انا بوربايروجينتا، وتزوجت بالقيصر الروسى فلاديمير